# Казе Дал Моро (Венеција)
Казе Дал Моро (итал. Case Dal Moro) је насеље у Италији у округу Венеција, региону Венето.
Према процени из 2011. у насељу је живело 67 становника. Насеље се налази на надморској висини од 1 м.